# Delta Goodrem

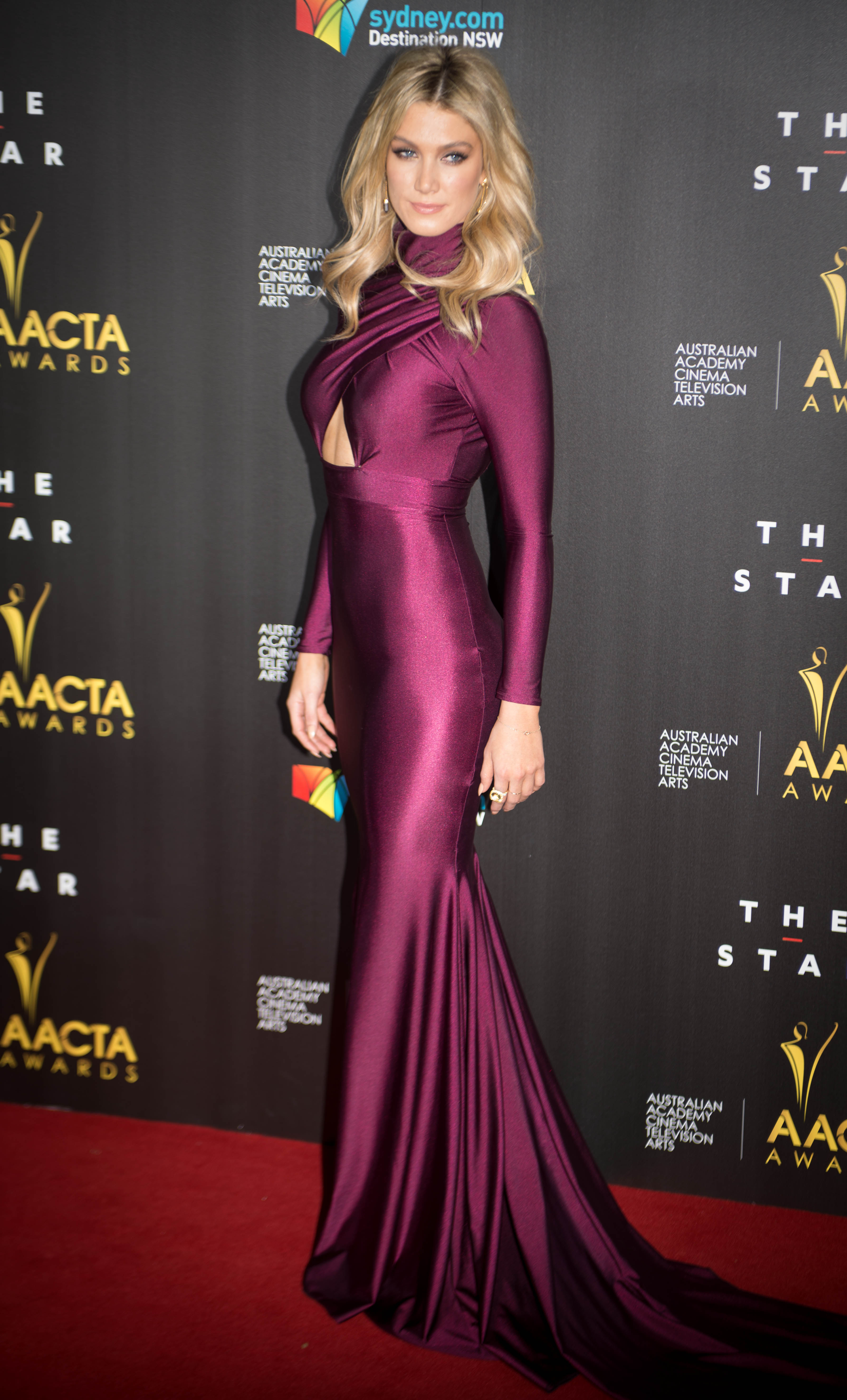
Delta Goodrem (AACTA Awards 2014)

Delta Lea Goodrem (ur. 9 listopada 1984 w Sydney) – australijska piosenkarka i aktorka.

## Życiorys

### Wczesne lata
Urodziła się i dorastała w Sydney. Jej rodzicami są Denis i Lea Goodrem. Ma młodszego brata Trenta. Goodrem, która od najmłodszych lat wykazywała zainteresowanie muzyką i śpiewem, rozpoczęła naukę w The Hills Grammar School, gdzie grała w siatkówkę, biegała i pływała.
W wieku siedmiu lat, wystąpiła w amerykańskiej reklamie dla producenta zabawek Galoob. Jako dziesięciolatka Delta rozpoczęła profesjonalną naukę gry na pianinie, śpiewu, tańca i aktorstwa. W wieku trzynastu lat nagrała 5 piosenek Demo.
Zna język migowy.

### Kariera
W latach 1999–2000 nagrała swój pierwszy, choć ostatecznie nigdy nie wydany album zatytułowany Delta. Karierę rozpoczęła, podobnie jak szereg innych znanych Australijek, w serialu Sąsiedzi (Neighbours, 2002) jako Nina Tucker. W lipcu 2003 Goodrem ujawniła, że ma ziarnicę złośliwą, udało się jej jednak pokonać chorobę. Rok później wydała płytę Mistaken Identity która pokryła się 5–krotną platyną. Trzy spośród sześciu singli z Mistaken identity dotarły do 1. miejsca Australijskiej Listy Przebojów. W Polsce dobrze znany jest utwór "Almost Here", który wykonywała razem w Brianem McFaddenem. Wystąpiła także w Santa's Apprentice (2010), komedii Hating Alison Ashley (2005) jako Alison Ashley u boku Saskii Burmeister, Tracy Mann i Rachael Carpani oraz serialu Gorące Hawaje (North Shore, 2005) jako Taylor Ward.

## Życie prywatne
W 2004 przez dziewięć miesięcy była narzeczoną tenisisty Marka Philippoussisa.  
W kwietniu 2011 roku, po sześciu latach znajomości (2004) i czterech latach narzeczeństwa, rozstała się z piosenkarzem Brianem McFaddenem. Od maja 2011 roku spotykała się z Nickiem Jonasem, jednak para rozstała się w lutym 2012. W latach 2012–2013 spotykała się z prezenterem Darrenem McMullenem.

## Dyskografia
Albumy
- Innocent Eyes (2003)
- Mistaken Identity (2004)
- Delta (2007)
- Child of the Universe (2012)
- Wings of the Wild (2016)
- I Honestly Love You (2018)